# Sofia Mastroianni
Sofia Mastroianni (Desio, 2 agosto 2001) è una nuotatrice artistica italiana. Atleta del gruppo sportivo Marina Militare.

## Palmarès
- Mondiali

Fukuoka 2023: argento nella gara a squadre (programma tecnico).
- Europei

Funchal 2025: oro nella gara a squadre (programma acrobatico), argento nella gara a squadre (programma libero)
- Giochi europei

Cracovia 2023: argento nella gara a squadre (programma tecnico) e nella gara a squadra (programma libero), bronzo nella routine acrobatica

### Coppa del Mondo
- 5 podi:
  - 2 vittorie (e nella gara a squadre)
  - 2 secondi posti (2 nella gara a squadre)
  - 1 terzo posto (1 nella gara a squadre)

#### Coppa del mondo - vittorie
| Data           | Luogo    | Paese  | Disciplina      |
| -------------- | -------- | ------ | --------------- |
| 14 maggio 2023 | Soma Bay | Egitto | Team libero     |
| 3 maggio 2025  | Markham  | Canada | Team acrobatico |